# Село имени Алиаскара Токтоналиева
Имени Алиаскара Токтоналиева (кирг. Алиаскар Токтоналиев, до 1993 года — Эпкин) — село в Ысык-Атинском районе Чуйской области Кыргызстана. Входит в состав Нурманбетского айылного аймака.

## География
Село расположено на севере центральной части области, на берегу Южного Большого Чуйского канала, на расстоянии приблизительно 18 километров (по прямой) к юго-востоку от города Кант, административного центра района. Абсолютная высота — 998 метров над уровнем моря.

## Население
Согласно оценочным данным Национального статистического комитета Кыргызской Республики, численность населения села на начало 2023 года составляла 2197 человек.
| год     | 2009 | 2014 | 2015 | 2020 | 2021 | 2023 |
| ------- | ---- | ---- | ---- | ---- | ---- | ---- |
| человек | 1679 | 1814 | 1846 | 2157 | 2182 | 2197 |